# Mike Dunleavy Sr.
Michael Joseph „Mike“ Dunleavy Sr. (* 21. März 1954 in Brooklyn, New York) ist ein ehemaliger US-amerikanischer Basketballspieler und heutiger -trainer. Er ist der Vater des ehemaligen NBA-Spielers Mike Dunleavy Jr.

## Karriere

### Als Spieler
Dunleavy spielte zwischen 1976 und 1990 in der NBA für die Philadelphia 76ers, Houston Rockets, San Antonio Spurs und Milwaukee Bucks.

### Als Trainer
1990 begann er seine Karriere als Head Coach bei diversen Mannschaften in der NBA. Bis 1992 war er Cheftrainer der Los Angeles Lakers. Für jeweils vier Spielzeiten, von 1992 bis 1996 bzw. 1997 bis 2001 trainierte er die Milwaukee Bucks und Portland Trail Blazers. 1999 erhielt er als Trainer der Blazers den NBA Coach of the Year Award. Seit 2003 war er bei den Los Angeles Clippers engagiert. Dort trat er 2010 von seinem Amt zurück.   
Seine Gesamtbilanz als NBA-Coach beträgt 613–716 (Stand 2020). Sein größter Erfolg war die Finalteilnahme mit den Lakers 1991, wo man allerdings den Chicago Bulls unterlag.   
Im Jahr 2016 trat Dunleavy eine Stelle als Trainer an der Tulane University an. Dies ist seine erste Stelle als Collegetrainer.